# بيل أندروس
بيل أندروس (بالإنجليزية: Bill Andrus)‏ هو لاعب كرة قاعدة أمريكي، ولد في 25 يوليو 1907 في بومونت في الولايات المتحدة، وتوفي في 12 مارس 1982.